# Дауди, Рашид
Рашид Дауди (араб. رشيد الداودي‎; род. 21 февраля 1966, Фес) — марокканский футболист, выступавший на позиции полузащитника за сборную Марокко.

## Клубная карьера
Рашид Дауди начинал свою карьеру футболиста в марокканском клубе «Видад Касабланка». В 1995 году он перешёл в португальский «Тирсенсе». 1 октября того же года полузащитник дебютировал в португальской Примейре, выйдя в основном составе в домашнем поединке против «Фелгейраша». Спустя две недели Дауди забил свой первый гол в лиге, отметившись с пенальти в домашней игре с «Виторией» из Гимарайнша.
Летом 1996 года марокканец вернулся в «Видад». Сезон 1997/98 Дауди провёл за команду испанской Сегунды «Херес». В 1998 он отправился в ОАЭ, где играл за «Аль-Айн», а затем за «Аль-Васл». В сезоне 2001/02 Дауди выступал за катарский «Аль-Ахли», после чего вновь вернулся в «Видад», где вскоре и завершил свою игровую карьеру.

## Карьера в сборной
Рашид Дауди играл за сборную Марокко на Кубке африканских наций 1992 года в Сенегале, где провёл за неё два матча: группового этапа с Камеруном и Заиром.
Полузащитник был включён в состав национальной команды на чемпионат мира по футболу 1994 года в США, где выходил на поле во всех трёх играх своей команды на турнире: с Бельгией, Саудовской Аравией и Нидерландами.

## Достижения
«Видад Касабланка»
- Чемпион Марокко (3): 1989/90, 1990/91, 1992/93
- Обладатель Кубка Марокко: 1996/97

«Аль-Айн»
- Обладатель Кубка ОАЭ: 1998/99